# 香川県道217号西白方善通寺線
香川県道217号西白方善通寺線（かがわけんどう217ごう にししらかたぜんつうじせん）は、香川県仲多度郡多度津町から善通寺市に至る一般県道である。

## 概要

### 路線データ
- 起点：香川県仲多度郡多度津町大字西白方（香川県道21号丸亀詫間豊浜線交点）
- 終点：香川県善通寺市生野町（国道319号交点）

## 歴史
- 2022年（令和4年）2月25日 - 生野工区が供用開始[3]。

## 路線状況

### 重複区間
- 香川県道25号善通寺多度津線（善通寺市金蔵寺町・善通寺市樫藪交差点 - 善通寺市生野町・善通寺市生野町交差点）

## 地理

生野工区

### 通過する自治体
- 仲多度郡多度津町
- 善通寺市

### 交差する道路
| 交差する道路                                                     | 市町村名 | 市町村名 | 交差する場所 | 交差する場所               |
| ---------------------------------------------------------------- | -------- | -------- | ------------ | -------------------------- |
| 香川県道21号丸亀詫間豊浜線                                       | 仲多度郡 | 多度津町 | 大字西白方   | 起点                       |
| 香川県道205号多度津丸亀線                                        | 仲多度郡 | 多度津町 | 大字山階     | 山階岡交差点               |
| 国道11号                                                         | 善通寺市 | 善通寺市 | 吉原町       | 善通寺市吉原町交差点       |
| 香川県道212号多度津善通寺線                                      | 善通寺市 | 善通寺市 | 中村町       |                            |
| 香川県道18号善通寺府中線 香川県道25号善通寺多度津線 重複区間起点 | 善通寺市 | 善通寺市 | 金蔵寺町     | 善通寺市樫藪交差点         |
| 香川県道24号善通寺大野原線                                       | 善通寺市 | 善通寺市 | 上吉田町     | 上吉田町交差点             |
| 香川県道24号善通寺大野原線                                       | 善通寺市 | 善通寺市 | 上吉田町     | 本郷通り交差点             |
| 香川県道22号善通寺綾歌線                                         | 善通寺市 | 善通寺市 | 生野町       | 善通寺市生野町東務主交差点 |
| 香川県道25号善通寺多度津線 重複区間終点                          | 善通寺市 | 善通寺市 | 生野町       | 善通寺市生野町交差点       |
| 国道319号                                                        | 善通寺市 | 善通寺市 | 生野町       | 終点                       |

### 交差する鉄道
- 予讃線
- 土讃線

### 沿線
- 海岸寺
- 海岸寺駅
- 善通寺運転免許更新センター
- 香川看護専門学校
- 尽誠学園高等学校